# Deadly Lullabyes Live
Deadly Lullabyes Live to koncertowy album duńskiej grupy heavymetalowej King Diamond. Materiał został zarejestrowany podczas amerykańskiej trasy promującej album The Puppet Master i wydany nakładem wytwórni Metal Blade, 20 listopada 2004 roku.

## Lista utworów
1. Funeral - 2:36
2. A Mansion in Darkness - 4:38
3. The Family Ghost - 4:35
4. Black Horsemen - 8:03
5. Spare This Life - 1:41
6. Mansion in Sorrow - 3:52
7. Spirits - 5:18
8. Sorry Dear - 1:07
9. Eye of The Witch - 4:24
10. Sleepless Nights - 5:41
11. The Puppet Master - 5:51
12. Blood To Walk - 5:50
13. So Sad - 4:42
14. Living Dead (Outro) - 1:41
15. Welcome Home - 5:51
16. The Invisible Guests - 5:33
17. Burn - 4:38
18. Introductions - 1:41
19. Halloween - 5:39
20. No Presents for Christmas - 6:48

## Twórcy
- King Diamond - śpiew
- Andy LaRocque - gitara
- Mike Wead - gitara
- Hal Patino - gitara basowa
- Matt Thompson - instrumenty perkusyjne
- Livia Zita - śpiew
- Jody Cachia - gra aktorska